# همام الأمين
همام الأمين أحمد (مواليد 25 أغسطس 1999) هو لاعب كرة قدم قطري يلعب مع نادي الدحيل في دوري نجوم قطر و‌منتخب قطر لكرة القدم ك‍ظهير أيسر.
كانت له تجربة احترافية مع نادي يوبين البلجيكي و لعب بعدها في نادي الغرافة ونادي الدحيل.

## روابط خارجية
- همام أحمد على موقع الاتحاد الأوربي (الإنجليزية)
- همام أحمد على موقع قاعدة بيانات كرة القدم.إي يو (الإنجليزية)
- همام أحمد على موقع ناشيونال فوتبول تيمز (الإنجليزية)
- همام أحمد على موقع Soccerway.com (الإنجليزية)
- همام أحمد على موقع عالم كرة القدم.نت (الإنجليزية)